# 김명진 (농구 선수)
김명진(1989년 5월 15일~)은 한국프로농구 부산 KT 소닉붐 소속 농구선수이다. 2012년 KBL 드래프트에서 전체 6순위로 부산 KT 소닉붐에 지명되었다.